# Ilija
Ilija – wieś (obec) na Słowacji położona w kraju bańskobystrzyckim, w powiecie Bańska Szczawnica. Pierwsze wzmianki o miejscowości pochodzą z roku 1266.
Według danych z dnia 31 grudnia 2016, wieś zamieszkiwało 345 osób, w tym 187 kobiet i 158 mężczyzn.

## Historia
Badania archeologiczne księdza Andreja Kmeťa (1841-1908), przebywającego prawie 30 lat na plebanii w pobliskim Prenčovie, a także badania jego następców, poświadczyły obecność ludzką na Sitnie i w jego bliskiej okolicy już w prawieku. Prehistoryczne osadnictwo na terenie obecnej gminy Ilija według badań archeologicznych i prac wykopaliskowych dokumentują przedmioty z młodszego okresu epoki brązu (1200-800 p.n.e.) i okresu lateńskiego (III wiek p.n.e.). Oczywistą kontynuację starszego i wczesnośredniowiecznego zasiedlenia dokumentują znaleziska pochodzące z XII w. z okolic domu M. Štrby.
Rok 1266 dla Iliji jest rokiem przełomowym, wtedy bowiem wieś pojawia się w zabytkach pisanych. W literaturze fachowej z kościołem św. Idziego wiąże się rok 1254. Kościół św. Idziego odegrał ważną rolę przy formowaniu się osady w jego okolicy. Swoją nazwę średniowieczna osada zapożyczyła od imienia patrona kościoła. W źródłach pisanych znajdujemy do roku 1526 Iliję zapisywaną w formie łacińskiej (Sanctus Egidius), madziaryzowanej (Scenthegud, Zenth Egyed), kombinowanej węgiersko-słowackiej (Zenthlyen w roku 1496), ale także w niemieckiej jako Gilg, Gilgen.
Od czasu zmian w kościele św. Idziego z roku 1266 aż do drugiego dziesięciolecia XIV wieku o rozwoju Iliji wiadomo bardzo mało. Region ten znajdował się w posiadaniu członków rodziny Hunt-Poznanovców i ich odgałęzienia. Przed rokiem 1318 Ilija była w posiadaniu jednej z gałęzi rodziny Csákich z Plasztowiec. Wioska jest zapisana w formie Scenthegud. W roku 1347 węgierski król Ludwik I Wielki zdecydował, że niektóre majątki, a między nimi także Ilija (Zentheged) przynależne Ölvengovi otrzyma szaryski komes Konya.
Wiadomości o Iliji w dalszych okresach zależą od stopnia zachowania źródeł historycznych. Te zaś datuje się po pewnej czasowej przerwie dopiero na XV w. Odnotowują one jednak ważny fakt w kwestii stosunków własnościowych i określają przynależność Iliji aż do XVI w. W tych czasach Ilija była częścią majątku latyfundium Litava. Jako o części majątków latyfundium Litava-Čabraď są o Iliji zachowane źródła od 2 połowy XV wieku. Od lat 60. tego wieku przez stosunkowo długi czas właścicielami wsi stali się członkowie rodziny Horvatów z Seliec. W sporze o granice majątku Damiána Horváta zadecydował rok 1476, kiedy to budańska kapituła wydała oświadczenie o zatwierdzonym podziale własności dominium Čabraď, który bez wątpienia jest cennym źródłem historycznym tak dla Iliji, jak i pozostałych wsi latyfundium.
Przy podziale Iliji między wdowę Frusinową a szwagra Petra Horvata znajdowało się we wiosce 8 zamieszkanych gospodarstw rolnych. Te dane należą do pierwszych wzmianek o konkretnych obywatelach Iliji w średniowieczu. W roku 1500 po raz pierwszy można się spotkać z osobą wykonującą funkcję wójta Iliji, był nim Anton Nyerges. Pod koniec XV wieku doszło do zmian stosunków własnościowych dominium Čabraď, któremu towarzyszyły spory majątkowe. Brak przejrzystości w stosunkach własnościowych i prowadzone spory spowodowały, że przez pewien określony czas pieczę nad zamkiem sprawował dwór królewski. Około roku 1511 zamek z wioskami, łącznie z Iliją, był w majątku arcybiskupa Tomáša Bákocego. Po jego śmierci król węgierski Ludwik II w roku 1517 zadecydował, że majątek ten przejdzie w ręce Erdödych. To oni właśnie władali nim z pewnymi przerwami przez dłuższy czas.
W roku 1540 Ilija była własnością feudalną, gdzie odnotowano 11,5 zamieszkanych chłopskich osiedli i jedną opuszczoną. Znajdowały się tu 3 połączone ze sobą osiedla zwane „patvarcz“ i młyn z jednym kołem. Pod koniec listopada 1566 Turcy dostali się do Iliji i Sitnianskiej. W Iliji podpalili kilka domów. W roku 1570 Ilija należała do nowohradzkiego sandżaku. Terror Turków w różnym natężeniu trwał prawie 150 lat.

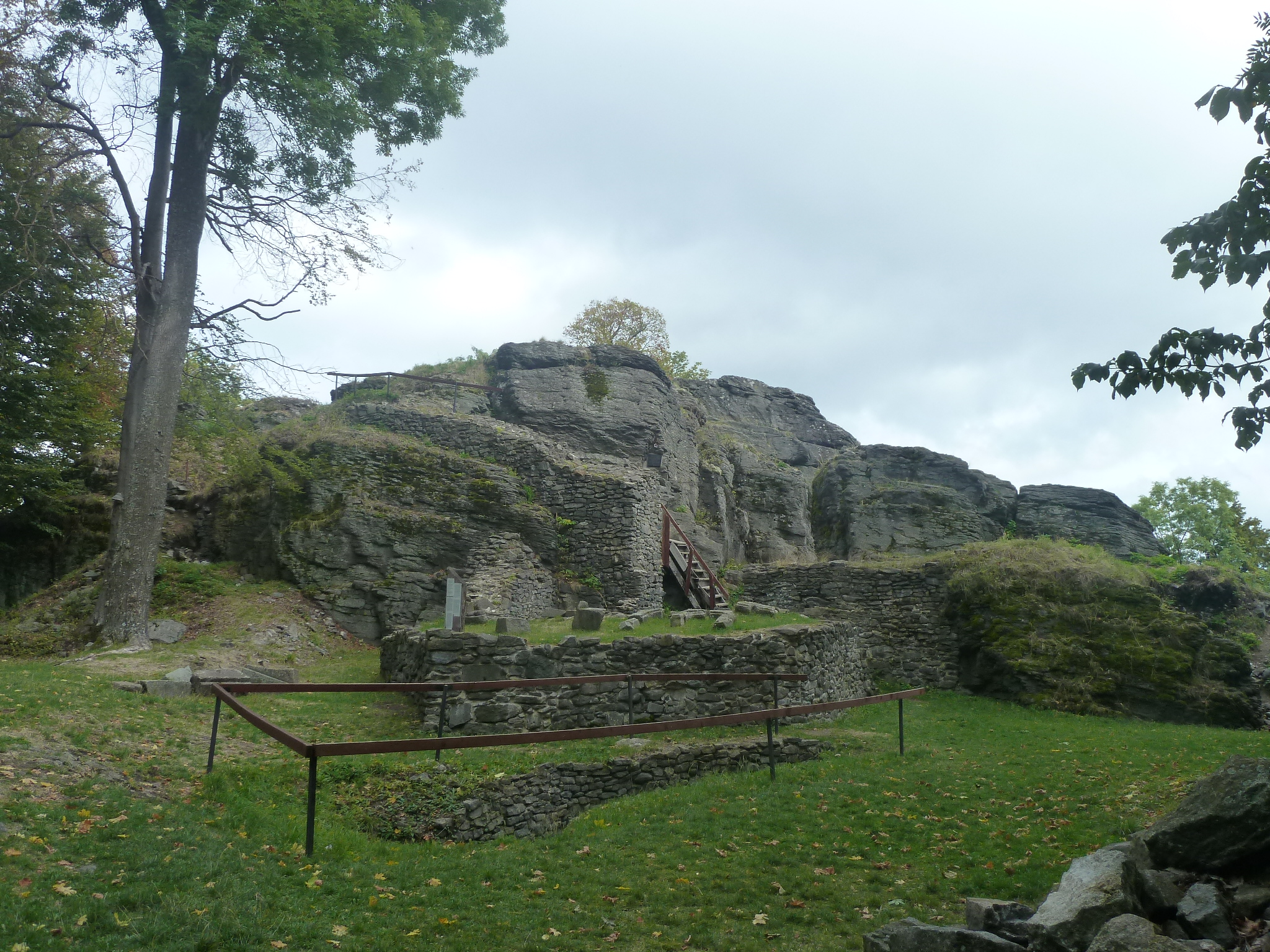
Ruiny zamku Sitno

Społeczność średniowiecznej Iliji zajmowała się rolnictwem, wyrębem lasu, wypalaniem węgla drzewnego. Ludność musiała ponosić ciężary poddańcze względem zamku Litava (Čabraď), a później zamku Sitno. Wioską zarządzał wybierany wójt i doradcy (przysiężni). Do tradycyjnych rzemiosł w Iliji należało młynarstwo, kowalstwo i rzeźnictwo. W roku 1599 do zamku Sitno określanego jako siedziba władz i pełniącego ważną funkcję w systemie obrony przeciw Turkom i czetnikom należała i gmina Ilija. Najstarszy zachowany urbarz sitnianskiego i čabraďskiego dominium, przygotowany przez cesarskich komisarzy, pochodzi z roku 1602. Według niego w Iliji znajdowało się 9 całych zamieszkanych osiedli chłopskich.
XVII wiek jest dla Iliji znaczący z tego powodu, że doszło o istotnych zmian w stosunkach majątkowych w posiadłościach obydwu dominiów. Zmiany praktycznie aż do końca okresu feudalnego w warunkach węgierskich zamykającego się rewolucją 1848/1849, naznaczyły na dłużej niż dwa stulecia rozwój Iliji. Jej los został połączony z rodziną Kohárych, a po ich wymarciu w drugiej połowie lat 20. XIX w. – Koburgów. Region ten w XVII i na początku XVIII wieku stał się areną powstań antyhabsburskich, przeplatanych napadami Turków i Mortalowców często sprzysiężonych z powstańcami. W XVIII w. Ilija według charakteru prac obywateli można określić jako wioskę z rozwiniętym rolnictwem, przetwórstwem drewna, rzemiosłem domowym. Powstanie społeczności przeciwko panom ziemskim Koharym zrodziło się w okresie węgierskich reform miejskich w czasie panowania Marii Teresy (1740-1780).
Według zapisków z urbarza w roku 1743 żyło w Iliji 93 mieszkańców podlegających opodatkowaniu, z czego 55 to członkowie rodzin dziedziców, a 38 rodzin to rodziny bez majątku ziemskiego. Tutaj też jest zaprowadzona nazwa wsi, której się używa w zmadziaryzowanej formie (Szent Egyid), łacińskiej (Sanctus Egídius) i słowackiej (Swaty Illik).

## Kościół

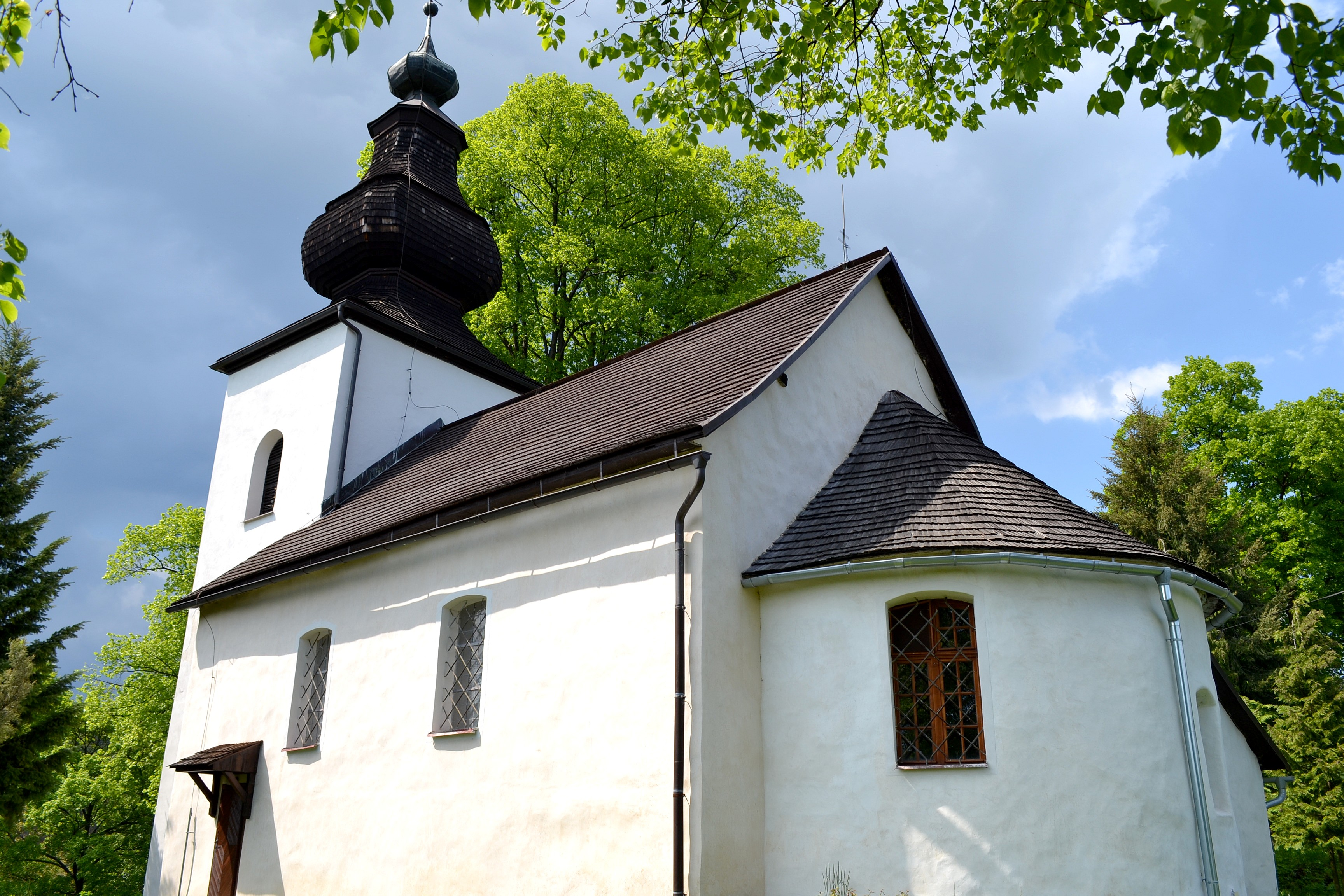
Romański kościół z 2. połowy XIII w.

Na wzgórzu znajduje się romański kościół katolicki pw. św. Idziego z 2. połowy XIII w., otoczony cmentarzem. Pierwsza pisemna wzmianka pochodzi z roku 1254. Został zbudowany na fundamentach starszego (prawdopodobnie z XII w.) kościoła benedyktynów pustelników. Świadczą o tym nazwa tego miejsca – Rematina oraz wezwanie kościoła – święty Idzi był eremitą.
W XVIII w. do kościoła dobudowano wieżę i zakrystię. Budowla jest niewielka, podłużna, jednonawowa, zakończona półokrągłą apsydą. Po zachodniej stronie jest ozdobny romański portal. Renesansowo-manierystyczny ołtarz główny pochodzi z połowy XVII w. Ponadto wewnątrz znajdują się: gotycka pietà z XV w. oraz ołtarz boczny św. Anny z początku XIX w.

## Szlaki turystyczne
Szlak turystyczny  5504